# Bunovo Peak
Der Bunovo Peak (englisch; bulgarisch връх Буново wrach Bunowo) ist ein 1000 m hoher und felsiger Berg an der Fallières-Küste des Grahamlands im Norden der Antarktischen Halbinsel. Er ragt 18,2 km südsüdwestlich des Shapkarev Buttress, 4,75 km nördlich des Grozden Peak und 5,85 km östlich des Mount Diamond aus den westlichen Ausläufern des Hemimont Plateau auf. Der Forbes-Gletscher liegt nördlich und der Kom-Gletscher südlich von ihm.
Britische Wissenschaftler kartierten ihn 1978. Die bulgarische Kommission für Antarktische Geographische Namen benannte ihn 2016 nach der Ortschaft Bunowo im Süden Bulgariens.